# Banteay Kdei
Banteay Kdei – buddyjska świątynia w Kambodży, zbudowana przez króla Dżajawarmana VII.

## Historia

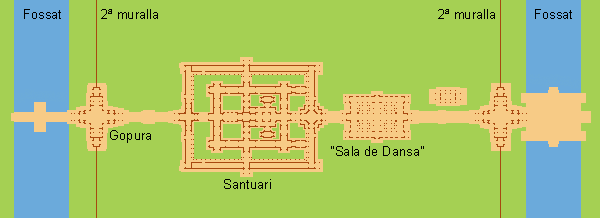
Plan świątyni

Świątynia Banteay Kdei została zbudowana na miejscu poprzedniej świątyni przez króla Dżajawarmana VII. Za jego panowania służyła jako klasztor buddyjski. W świątyni znajduje się wiele zniszczonych posągów Buddy. Podobnie jak w wielu innych świątyniach budowanych przez tego monarchę, także i w Banteay Kdei wystąpiły problemy konstrukcyjne, związane ze złą budową dachu.

## Galeria

Banteay Kdei
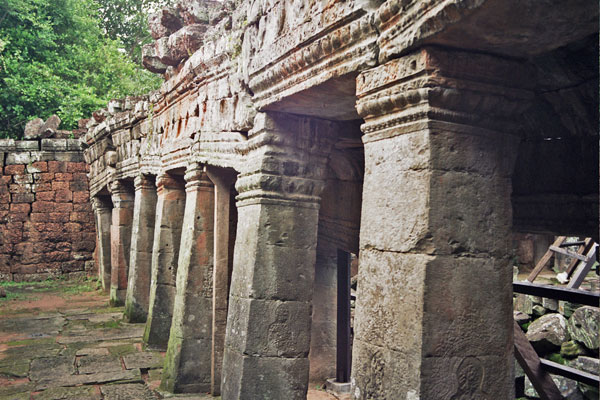
Filary podtrzymujące dach
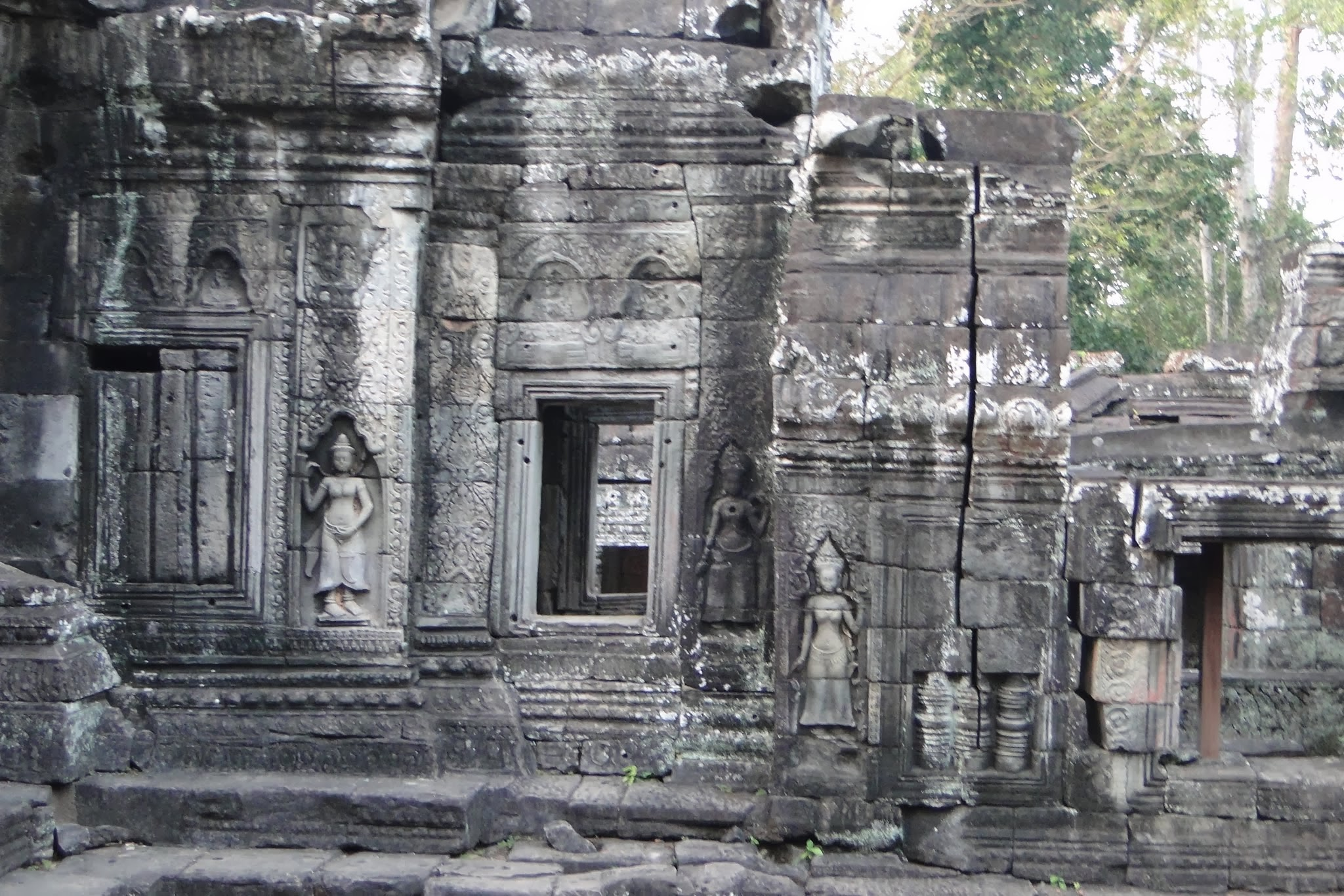
Wnętrze świątyni
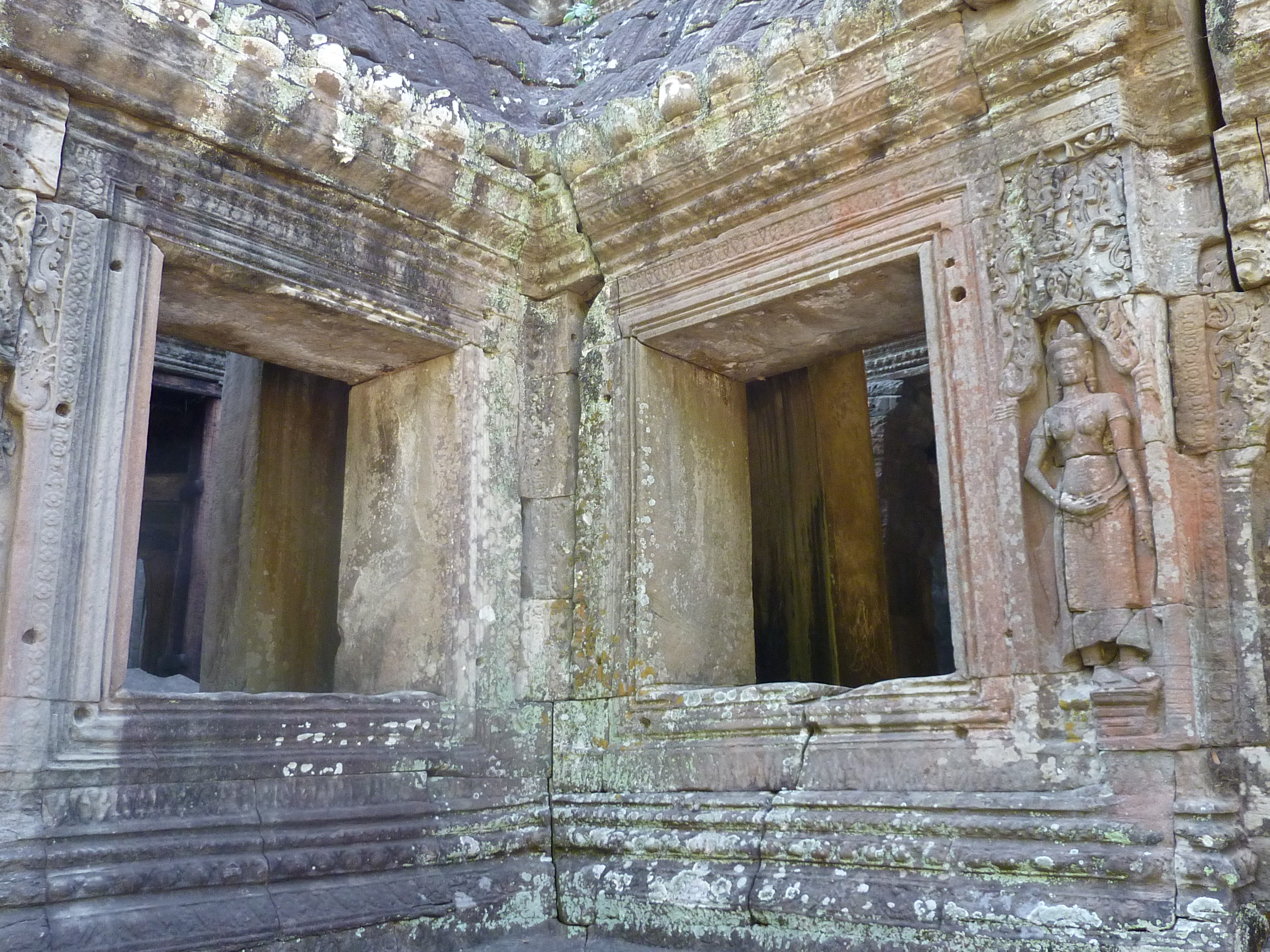
Okna
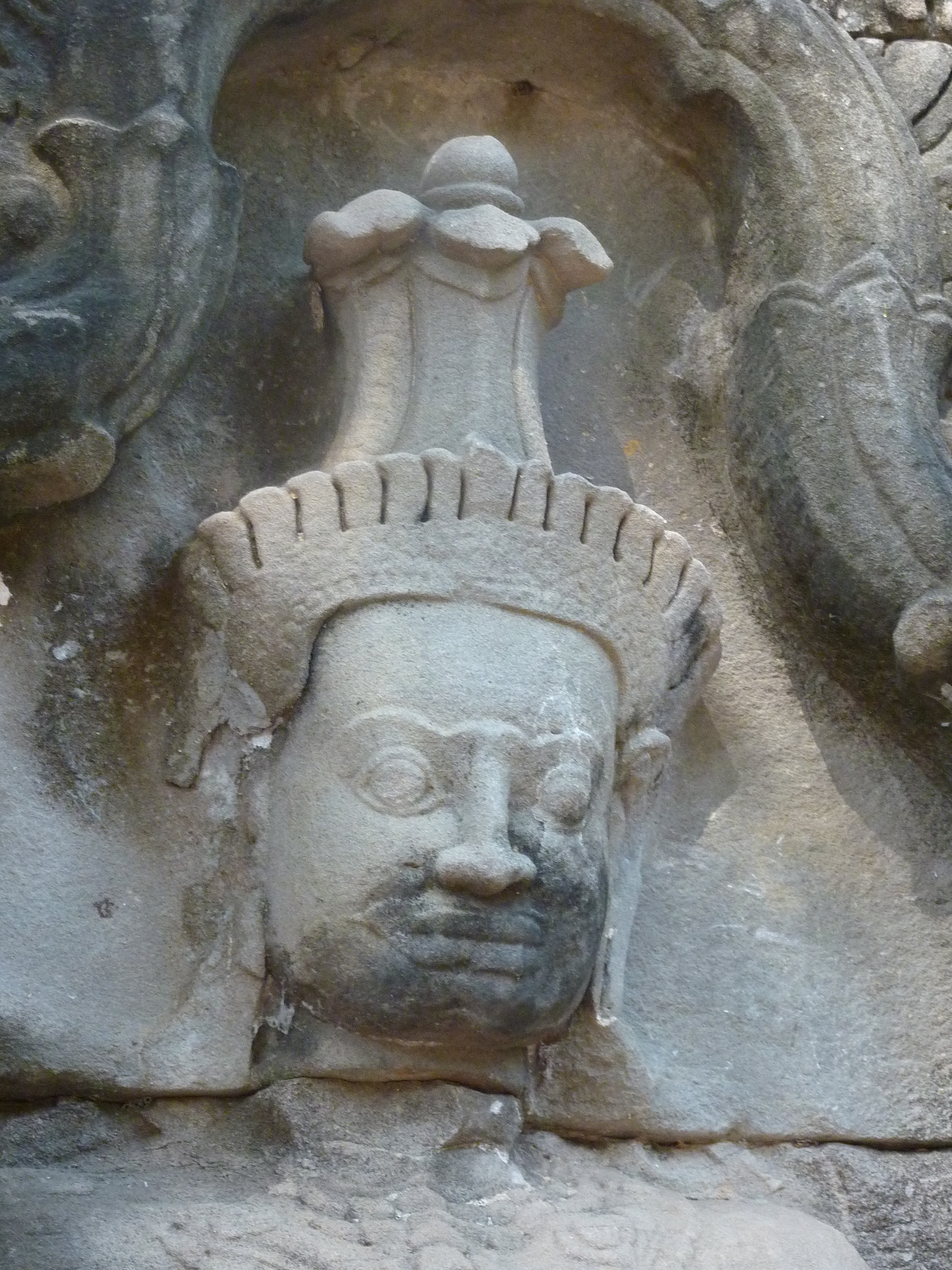
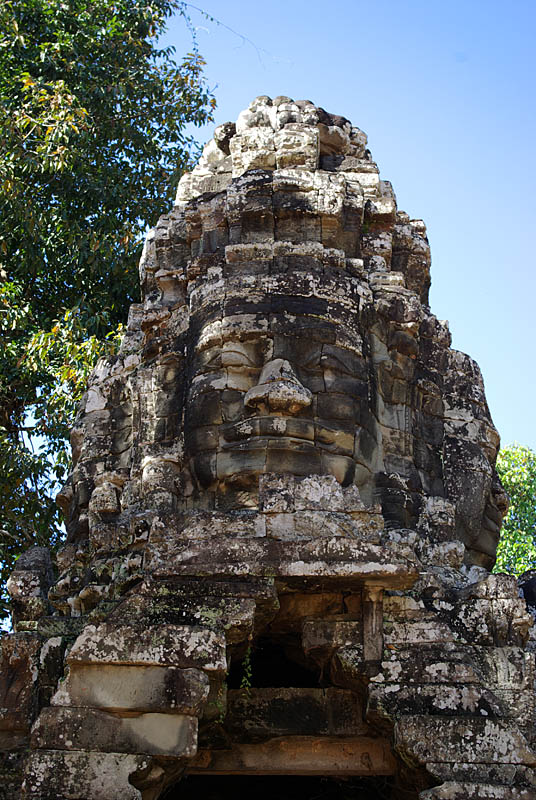
Wieża z wizerunkiem ludzkiej głowy
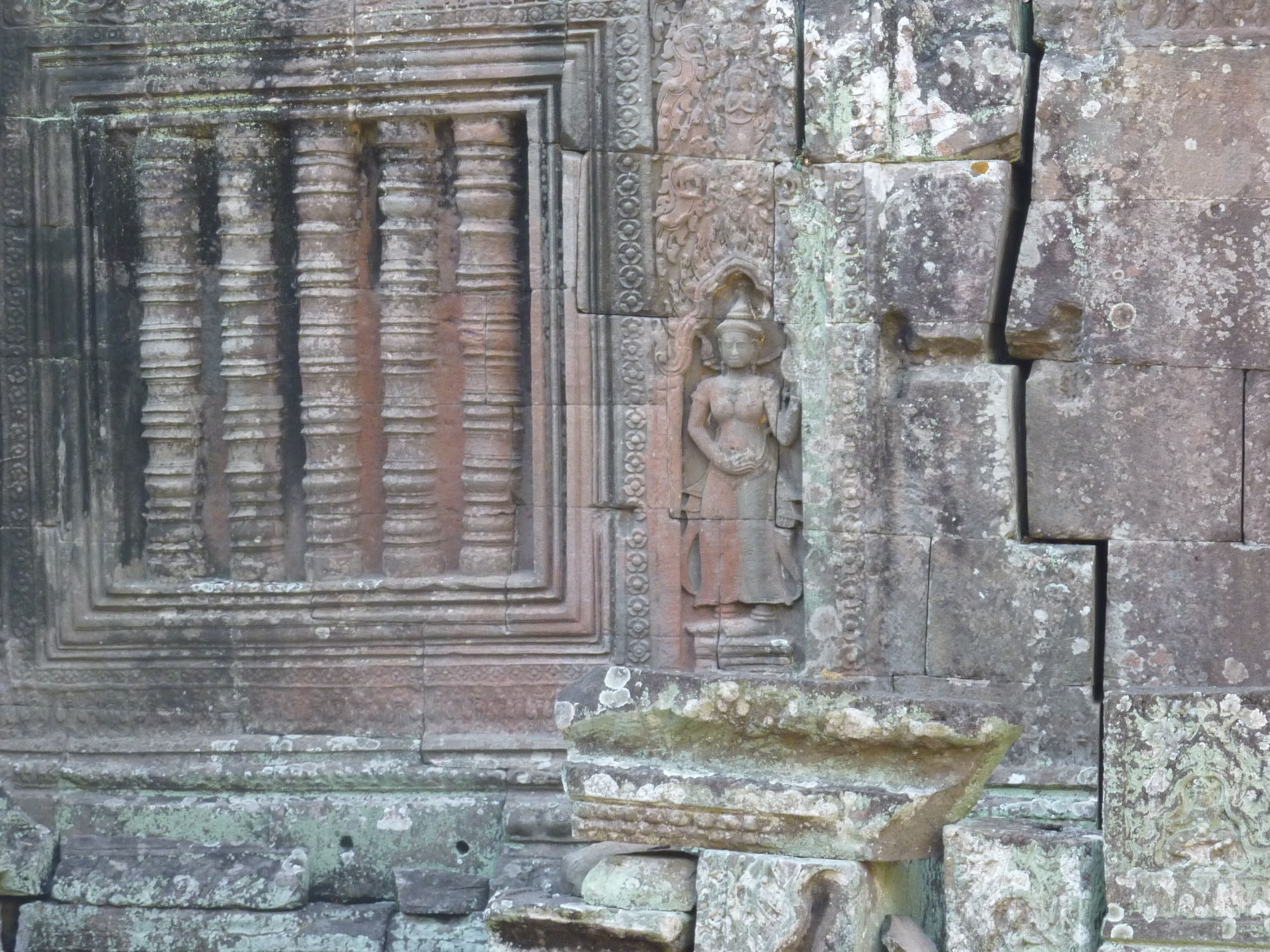
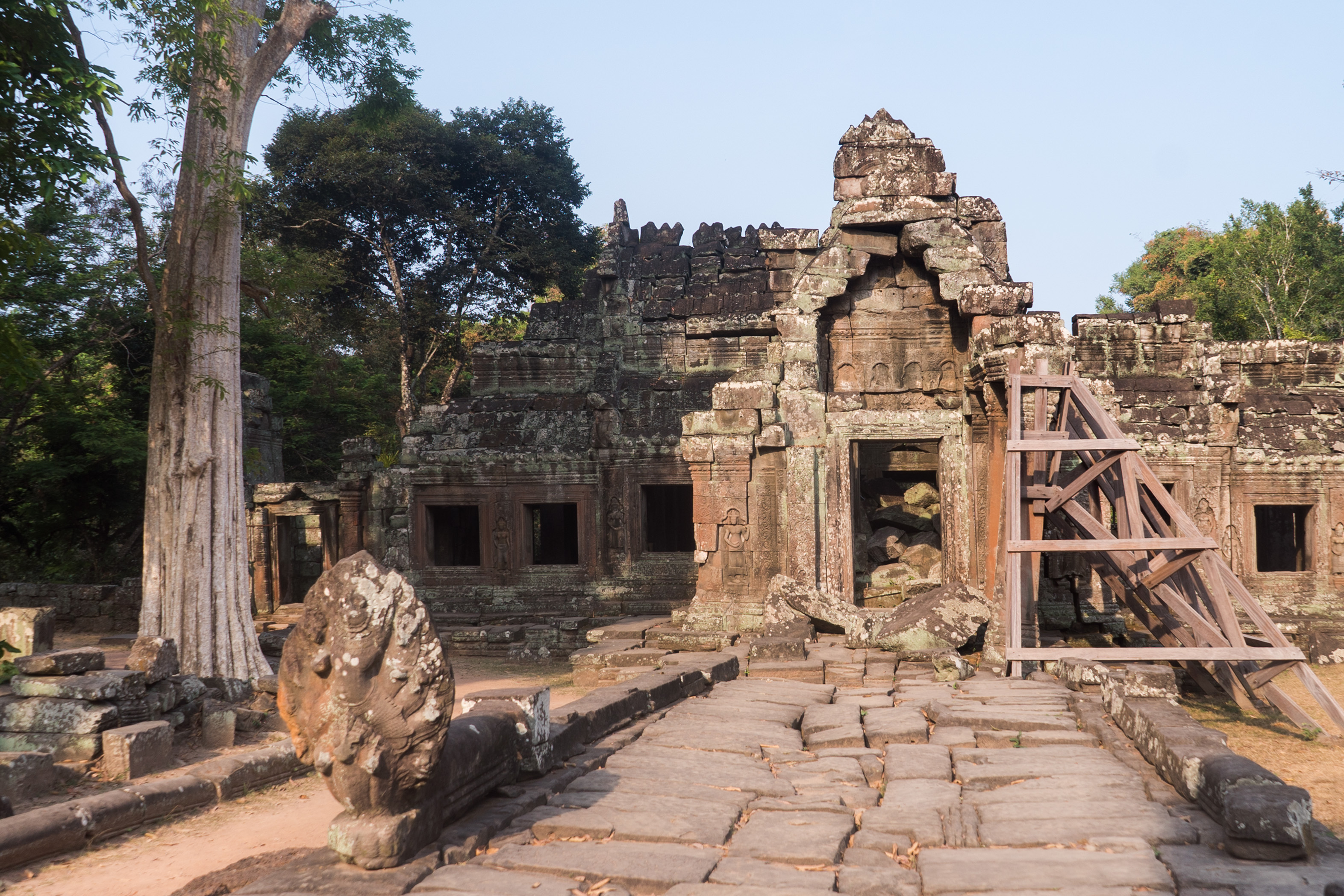
Dziedziniec
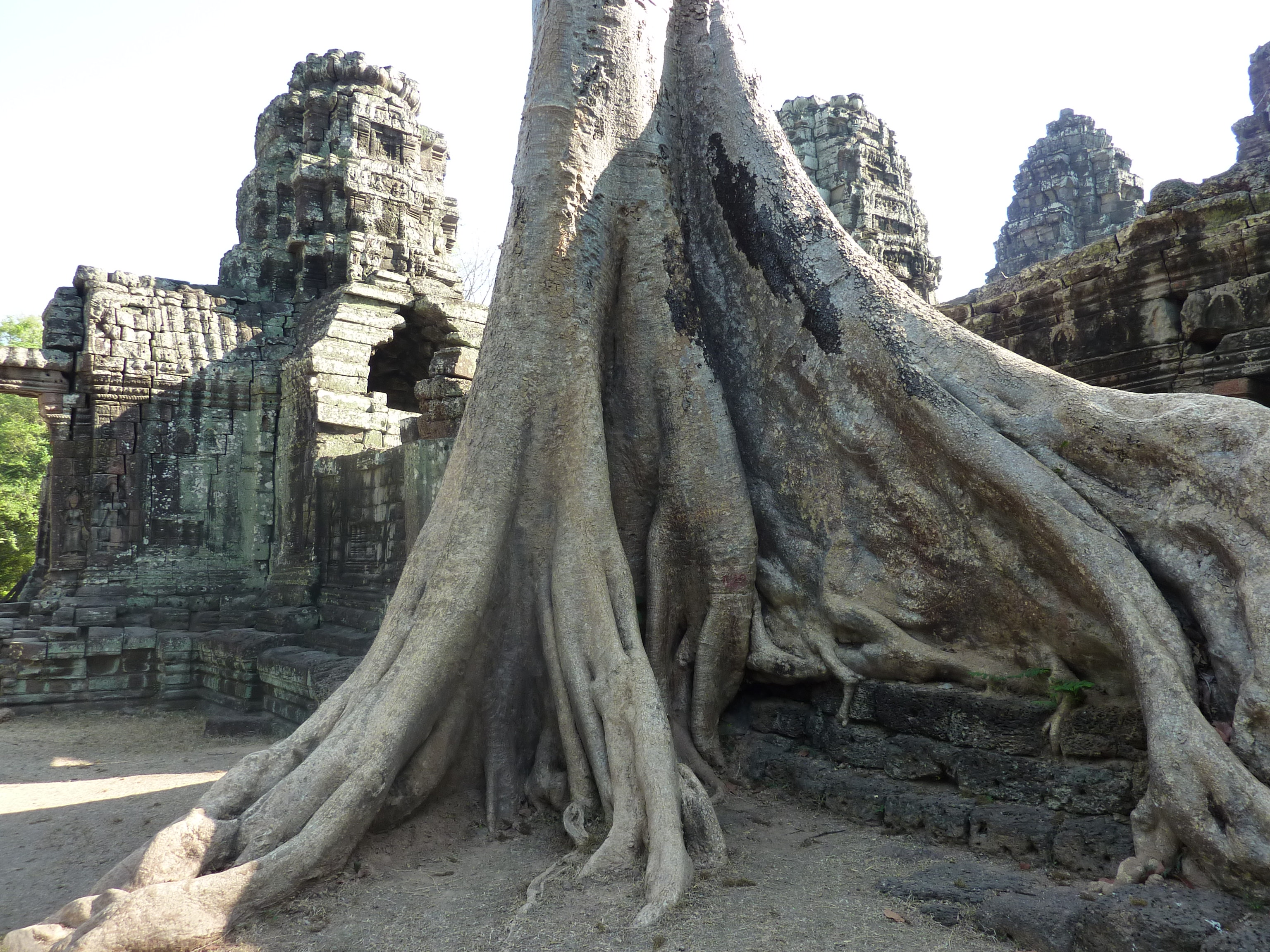
Korzenie drzewa niszczące fundamenty
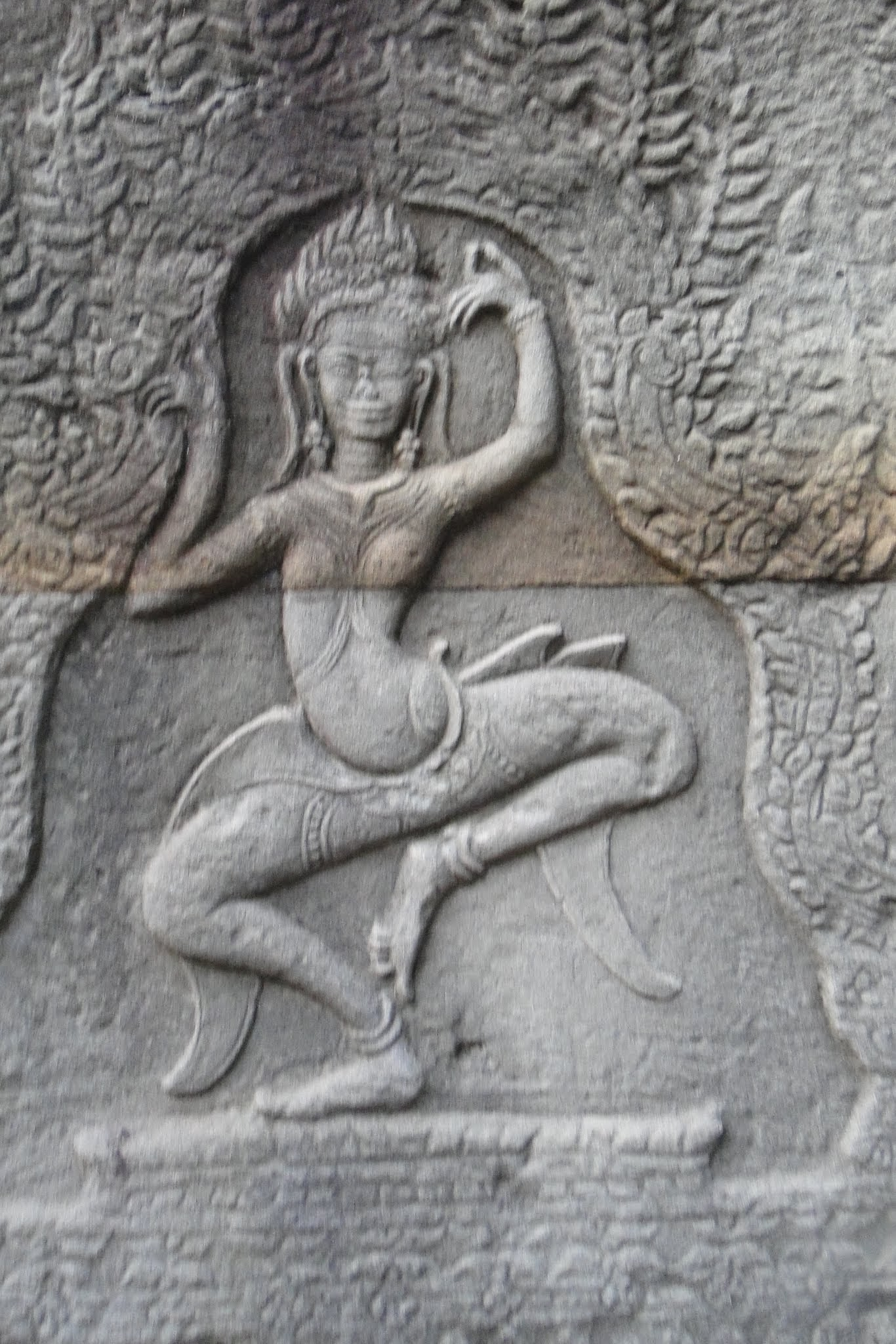
Apsara
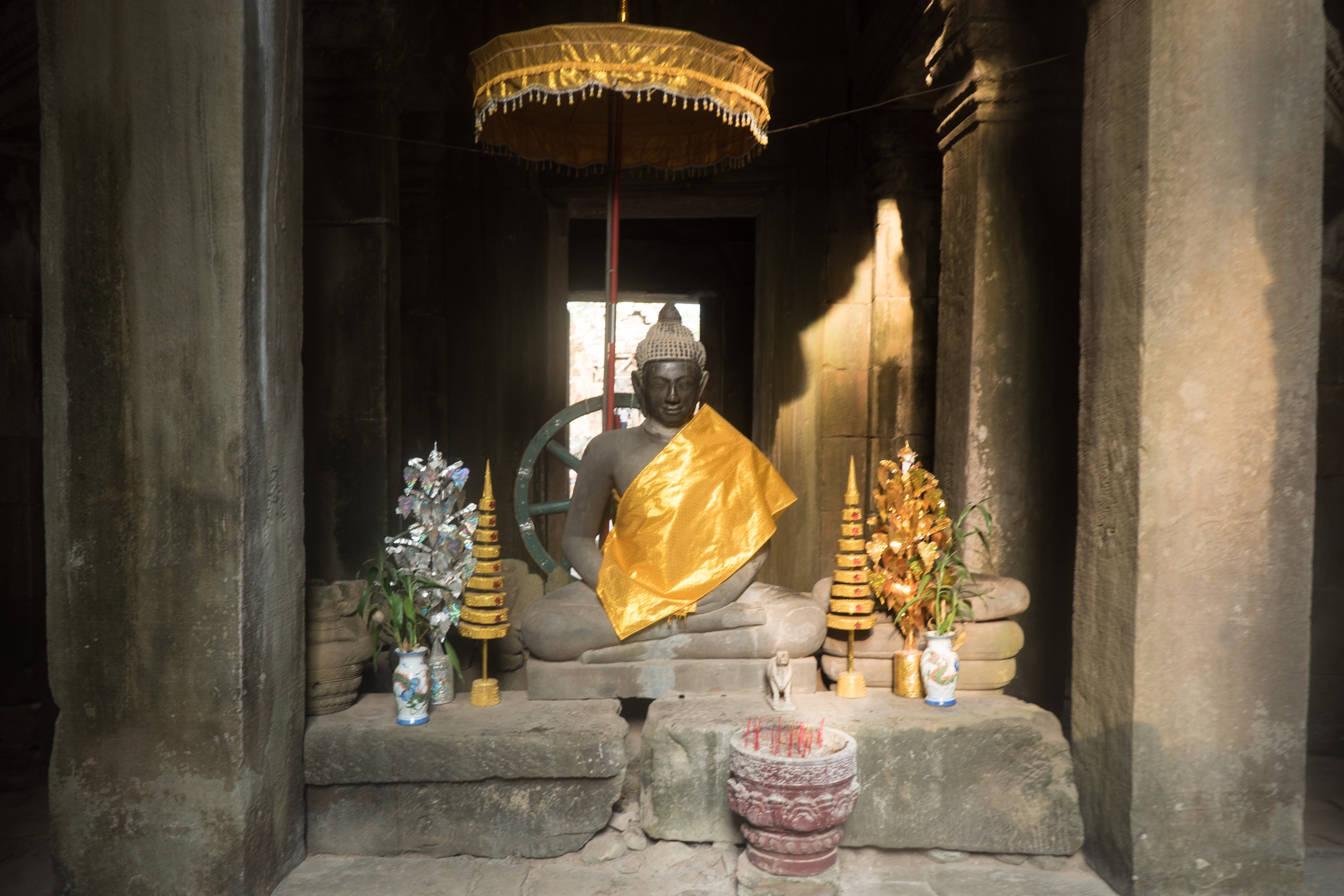
Posąg Buddy
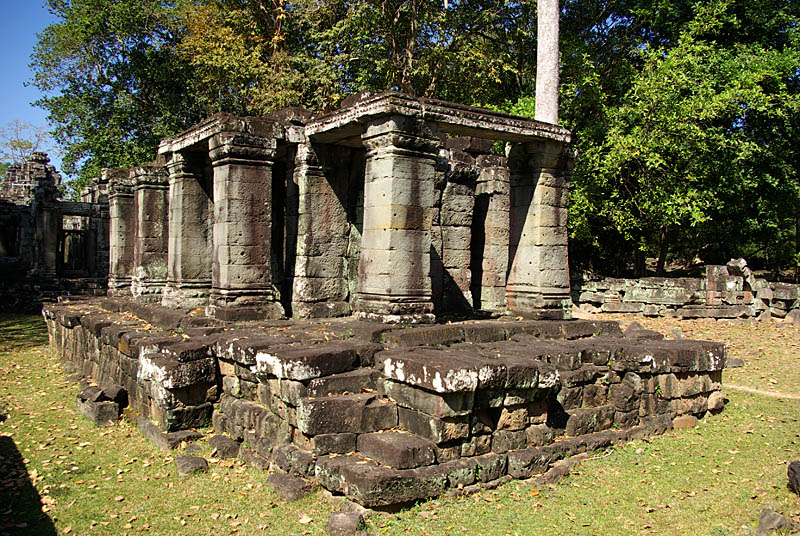